# کوشچن
کوشچن (به لهستانی:  Kosieczyn) یک روستا در لهستان است که در گمینا زبانشنک واقع شده‌است.
 کوشچن  ۹۵۰ نفر جمعیت دارد.